# Lago di Muzzano
Lago di Muzzano ist ein See im Kanton Tessin in der Schweiz. Er liegt zwischen den Gemeinden Sorengo, Muzzano TI und Collina d’Oro. Seine Fläche ist 0,23 km².
Der kleine Lago di Muzzano ist insgesamt 780 m lang und 337 m breit. Bei einer maximalen Tiefe von 3,35 m enthält er etwa 600'000 Kubikmeter Wasser. Der Lago di Muzzano wurde in der Eiszeit von den sich treffenden Gletschern der Adda und des Ticino gebildet. Er steht mitsamt seinen Schilfgürteln unter Naturschutz und gehört der Schweizer Naturschutzorganisation Pro Natura.